# Glasgow Grand Prix 2014
Glasgow Grand Prix 2014 – mityng lekkoatletyczny, który odbył się w dniach 11-12 lipca w Glasgow. Zawody były dziewiątą odsłoną prestiżowej Diamentowej Ligi w sezonie 2014.

## Wstępny program zawodów

### Mężczyźni
| Konkurencja:               | 1. miejsce          | Rezultat    | 2. miejsce       | Rezultat | 3. miejsce        | Rezultat   |
| Bieg na 100 m              | Nickel Ashmeade     | 9,97 SB     | Michael Rodgers  | 9,97 SB  | Nesta Carter      | 9,98 SB    |
| Bieg na 800 m              | David Rudisha       | 1:43,34 =WL | André Olivier    | 1:45,65  | Michael Rimmer    | 1:45,89 SB |
| Bieg na 5000 m             | Hagos Gebrhiwet     | 13:11,09    | Yenew Alamirew   | 13:11,76 | Edwin Soi         | 13:13,52   |
| Bieg na 400 m przez płotki | Javier Culson       | 48,35 SB    | Ashton Eaton     | 48,69 PB | Michael Tinsley   | 48,81      |
| Trójskok                   | Christian Taylor    | 17,36       | Will Claye       | 17,27    | Chris Benard      | 16,54      |
| Pchnięcie kulą             | Reese Hoffa         | 21,67 SB    | David Storl      | 21,38    | Tomas Walsh       | 21,23 NR   |
| Skok wzwyż                 | Wojciech Theiner    | 2,28        | Marco Fassinotti | 2,25     | Naoto Tobe        | 2,25       |
| Skok o tyczce              | Paweł Wojciechowski | 5,67        | Piotr Lisek      | 5,67     | Tobias Scherbarth | 5,50       |
| Rzut oszczepem             | Thomas Röhler       | 86,99 PB    | Vítězslav Veselý | 85,23    | Tero Pitkämäki    | 84,95      |

### Kobiety
| Konkurencja:                  | 1. miejsce          | Rezultat      | 2. miejsce                | Rezultat   | 3. miejsce             | Rezultat |
| Bieg na 200 m                 | Dafne Schippers     | 22,31 NR      | Allyson Felix             | 22,35      | Blessing Okagbare      | 22,41    |
| Bieg na 400 m                 | Francena McCorory   | 49,93         | Sanya Richards-Ross       | 50,39      | Novlene Williams-Mills | 50,60    |
| Bieg na 1500 m                | Sifan Hassan        | 4:00,67 MR    | Abeba Aregawi             | 4:00,94    | Axumawit Embaye        | 4:02,78  |
| Bieg na 3000 m z przeszkodami | Hiwot Ayalew        | 9:10,64 WL,MR | Emma Coburn               | 9:11,42 AR | Milcah Chemos Cheywa   | 9:21,91  |
| Bieg na 100 m przez płotki    | Queen Harrison      | 12,58         | LoLo Jones                | 12,68      | Sally Pearson          | 12,87    |
| Skok wzwyż                    | Blanka Vlašić       | 1,96          | Inika McPherson           | 1,93       | Ana Šimić              | 1,93     |
| Skok o tyczce                 | Fabiana Murer       | 4,65          | Katerina Stefanidi        | 4,65 PB    | Yarisley Silva         | 4,65     |
| Skok w dal                    | Tianna Bartoletta   | 6,98          | Katarina Johnson-Thompson | 6,92 PB    | Shara Proctor          | 6,82 SB  |
| Rzut dyskiem                  | Gia Lewis-Smallwood | 67,59 PB      | Sandra Perković           | 66,30      | Dani Samuels           | 65,21    |

## Rekordy
Podczas mityngu ustanowiono 3 krajowe rekordy w kategorii seniorów:
| Zawodnik        | Reprezentacja     | Konkurencja                        | Rezultat |
| --------------- | ----------------- | ---------------------------------- | -------- |
| Tomas Walsh     | Nowa Zelandia     | Pchnięcie kulą                     | 21,23    |
| Dafne Schippers | Holandia          | bieg na 200 metrów                 | 22,34    |
| Emma Coburn     | Stany Zjednoczone | bieg na 3000 metrów z przeszkodami | 9:11,42  |